# Estadio universitario Pedro Pedrossian
El Estadio Universitário Pedro Pedrossian también conocido como Morenão es un estadio de fútbol brasileño ubicado en la ciudad de Campo Grande, estado de Mato Grosso del Sur, Brasil. Tiene una capacidad para 45 000 espectadores.
El 6 de marzo de 1982 fue testigo de un hecho insólito, cuando durante el partido que enfrentaba a Operário y el Vasco da Gama apareció un OVNI que fue visto por la mayoría de las 24 000 personas presentes en el estadio.

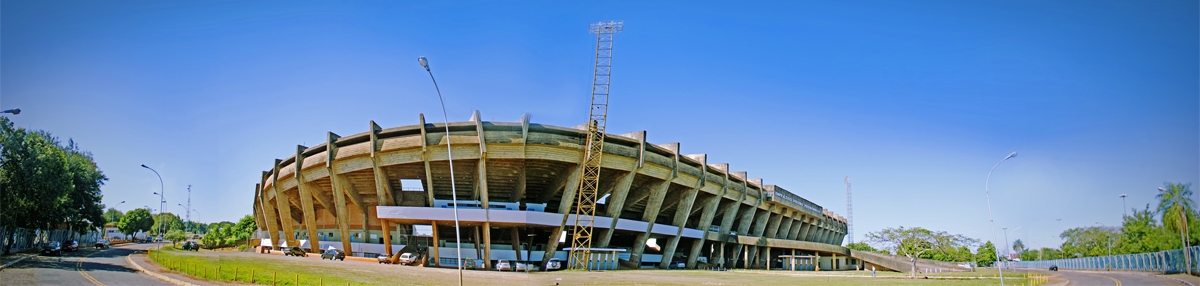
Exterior del estadio.